# Post-rock
L'espressione post-rock indica, in senso ampio, un genere musicale che utilizza una strumentazione rock (chitarra elettrica, basso, batteria) in modo non conforme alla tradizione del rock stesso, attingendo più da altre tradizioni della musica d'avanguardia quali soprattutto jazz, musica elettronica, krautrock o simili.
I principali musicisti del genere suonano generalmente musica strumentale, che viene catalogata anche sotto il nome di instrumental rock.
Insieme a molti altri generi musicali, il termine non è esattamente adeguato alla descrizione formale: per esempio, i Don Caballero e i Tortoise furono alcune delle band più prominenti della scena descritte come post rock, ma la loro musica è assai differente se messa a confronto, nonostante entrambi si concentrino su un lavoro chitarristico e ritmico creativo. Come risulta il termine è stato spesso rifiutato da buona parte degli ascoltatori.
Anche se radicalmente legato alla scena della musica indie o underground degli anni 80 e 90, lo stile del post-rock spesso mostra delle caratteristiche simili a quelle dell'indie rock.

## Storia del genere

### Origine del termine
L'espressione fu coniata da Simon Reynolds in un articolo sul numero 123 della rivista musicale The Wire (maggio 1994) e si riferiva originariamente a gruppi come Stereolab, Disco Inferno, Seefeel, Bark Psychosis e Pram; il suo significato fu esteso (diventando anche più ambiguo) fino a includere gruppi diversissimi tra loro come Slint, Godspeed You! Black Emperor, Tortoise, Labradford, Mogwai, Trans Am e successivamente Explosions in the Sky, God Is an Astronaut e The Chasing Monster. In Italia, la confusione sul termine (di adozione più recente e non molto diffuso) ha fatto sì che questa definizione sia stata assegnata a formazioni agli antipodi come Giardini di Mirò, I Am Sonic Rain, Ulan Bator.

### Gli sviluppi

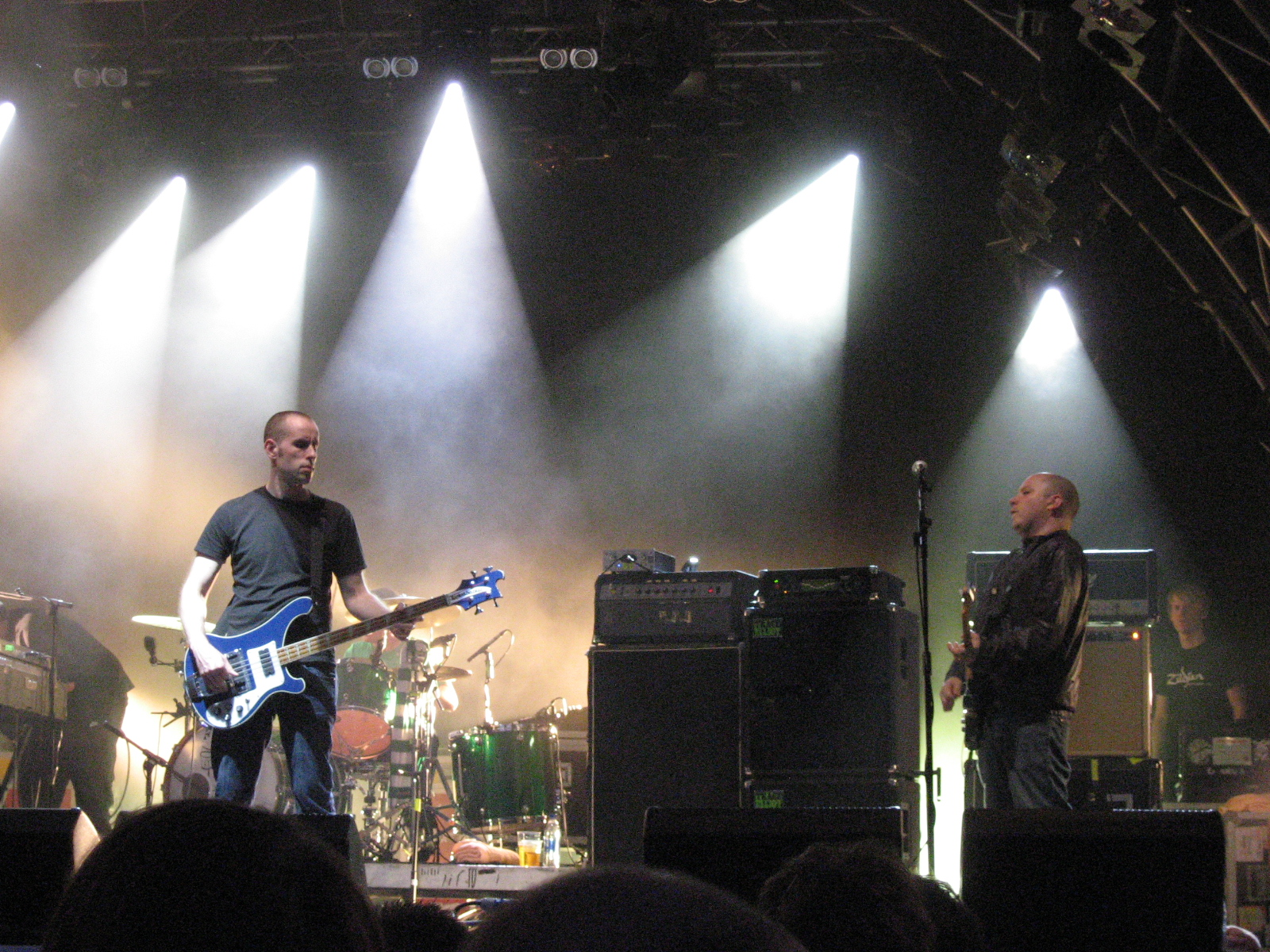
Il gruppo post-rock Mogwai dal vivo nel 2007

Fra i gruppi "fondatori" del genere (ovvero fra i primi gruppi ai quali l'espressione post-rock fu riferita in modo sistematico, fino a identificarla con il loro stile) ci sono i già citati Slint e Tortoise (fra gli album di quest'ultimo gruppo fu molto influente, in particolare, Millions Now Living Will Never Die), ma anche gruppi come i Talk Talk che sul finire degli anni '80 rivoluzionarono la loro musica (in precedenza erano synth-pop). sono accreditati come tra i fondatori del post-rock. John McEntire dei Tortoise divenne in seguito produttore di molte altre band come che si ispiravano al sound del suo gruppo. In questo periodo (in cui il fenomeno era particolarmente vivo nella città di Chicago) l'uso dell'espressione post-rock iniziò a diventare più vago, indicando una gamma di stili che variavano dalla musica ambient dei Boxhead Ensemble, al rock dei Radiohead, fino alla musica elettronica degli Stereolab. Anche in seguito all'uso sempre meno coerente che se ne faceva sui media, l'espressione post-rock cadde progressivamente in disuso nei primi anni 2000 (gli stessi Tortoise rifiutarono di essere etichettati in quel modo); tuttavia, essa viene ancora usata in certi contesti ed esistono tutt'oggi festival "post-rock" o etichette dedicate a questo genere di musica.
Il "movimento canadese" (con formazioni come Godspeed You Black Emperor!, Hrsta, Silver Mt. Zion, Set Fire To Flames, Do Make Say Think o Fly Pan Am) ha ridato linfa ad un panorama musicale che improvvisamente è rinato contagiando nuovamente la scena indipendente. Il "nuovo" post-rock si afferma come musica delle periferie dando visibilità internazionale a band provenienti da regioni (come ad esempio la Svizzera o l'Austria) tutto sommato lontane dai centri nevralgici del music business. Il fatto che il post-rock sia un genere prevalentemente strumentale contribuisce certamente alla proliferazione di questo concetto.
I Godspeed You! Black Emperor e il gruppo scozzese Mogwai sono alcune delle band più influenti della scena post-rock del XXI secolo.

### Le fusioni con altri generi
Alcuni gruppi, come Rachel's e Clogs, combinano il post-rock con la musica classica tramite l'uso di strumenti come viola, violoncello e pianoforte, mentre altri come Godspeed You! Black Emperor utilizzano nei loro arrangiamenti ripetizioni sonore che vengono accostate alla musica minimalista.
Una grande ala del post-rock è soggetto di sperimentazioni, che vedono anche l'incorporazione di altri generi. Isis, Russian Circles e Pelican, insieme ad altri, fondono la musica heavy metal con lo stile post-rock. Il sound risultante viene descritto come post-metal. Più recentemente lo Sludge metal è cresciuto ed è evoluto (e in alcuni completamente fuso) con alcuni elementi del post-rock. La seconda ondata dello sludge metal è stata portata avanti da band come Neurosis, Giant Squid, e Battle of Mice. Questo nuovo sound è spesso prodotto dalla Neurot Recordings.

## Caratteristiche musicali

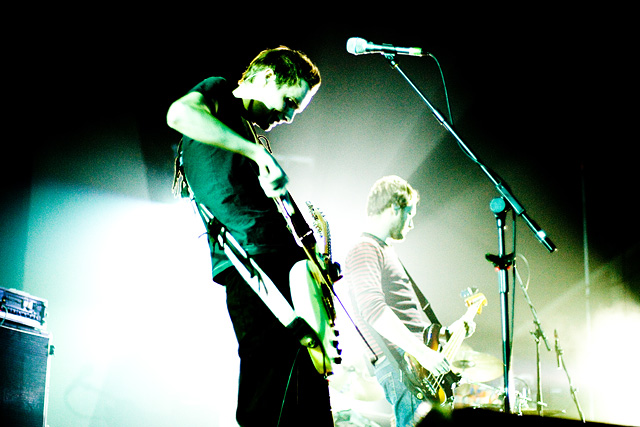
Il gruppo post-rock Sigur Rós dal vivo nel 2005 a Reykjavík.

Il sound del post-rock incorpora elementi di altri generi musicali come ambient, jazz, elettronica, e musica sperimentale. Il metodo tradizionale delle power chords è sostituito dal timbro e dalla trama per il suono della chitarra mentre il cantato viene abbandonato dalla focalizzazione sulla strumentalità. I toni ribelli del rock come noi ricordiamo non sono più il tema principale dei gruppi post-rock. Infatti, utilizzando sonorità dub reggae, hip hop, e rave, il post-rock cerca di creare una forma più androgina e leggera della sottoversione. I locali sono stati poi anche punto di riferimento per le grandi etichette indipendenti oltre che per esporre nuove band. I primi gruppi post-rock mostravano influenze da parte del krautrock degli anni 70, in particolare prendendo i classici elementi "motorik", e le caratteristiche ritmiche krautrock.
Le composizioni post-rock ricorrono più volte all'uso di ripetizioni di versi di note e improvvisi cambiamenti conditi con una larga dose di dinamica. Per alcuni aspetti, si presenta simile alla musica di Steve Reich, Philip Glass e Brian Eno, considerati i pionieri del minimalismo. Tipicamente, i pezzi post-rock sono lunghi e strumentali, contenenti toni ripetitivi di timbri, dinamiche e trame sonore.
Il canto è spesso omesso dal post-rock; tuttavia, questo non significa che è totalmente escluso. Quando le voci sono introdotte, l'uso non è generalmente tradizionale: alcune band post-rock cercano di trovare una forma vocale che segue le linee strumentali, a differenza di altre voci "pulite", e facilmente interpretabili che vengono usate per la lettura di testi poetici. Quando sono onnipresenti, il canto post-rock è spesso leggero o ronzante, a seconda della struttura dei brani. I Sigur Rós, una band conosciuta per un cantato distintivo, hanno creato un idioma che i critici definiscono "Hopelandic" (termine spesso non condiviso dalla band stessa ), che lo hanno descritto come "una forma di voci incomprensibili che prendono parte della musica insieme agli strumenti."
Tuttavia, in posizione delle tipiche strutture rock presenti nel "verso-ritornello-verso", i gruppi post-rock fanno un largo impiego di paesaggi sonori. Come la "Cultura Audio" di Simon Reynolds dichiara, "Una band viaggia dal rock al post-rock generalmente passando da una fase vocale ad una creazione di trame e paesaggi sonori che si confondono con il resto della strumentazione." La conclusione di Reynolds definisce il viaggio della musica rock, con i propri testi e prati sonori verso il post-rock, dove i campionamenti vengono stirati e ritrattati.